# Māra Lisenko
Māra Lisenko (Jūrmala, 13 giugno 1986) è una cantante e cantautrice lettone.
È conosciuta come la fondatrice del gruppo Karmafree e dal 2018 è leader del gruppo death metal MĀRA. Māra canta principalmente il growl, ma grazie alle sue diverse tecniche vocali, è anche in grado di cantare in modo chiaro o addirittura lirico.

## Biografia
Māra è nata il 13 giugno 1986, nella città di Jūrmala, in Lettonia. Cresciuta in una famiglia di musicisti, è stata cresciuta con la musica fin da piccola. Sua madre, anche lei una cantante, ha dato a Māra come obiettivo di aumentare il suo livello. Ha iniziato a dedicarsi al growl all'età di 13 anni e si è unita al suo primo gruppo solo un anno dopo.
Nel 2007, Māra ha studiato nella prestigiosa scuola Vocaltech - Thames Valley University. Ha la fortuna di essere allenata da alcuni dei più grandi vocal coach nel metal, come Melissa Cross, Mark Baxter o persino Enrico H. Di Lorenzo. Inoltre, riceve aiuto da cantanti riconosciuti nel mondo del metal come Derrick Green (Sepultura) o anche Rafał Piotrowski (Decapitated).
Dal 2011, Māra inizia la sua attività come vocal coach. Tiene lezioni su Skype per allievi di tutti i livelli, dai principianti ai cantanti esperti.
È nel 2010, a Londra, in Inghilterra, che Māra fonda con suo marito il gruppo Karmafree. È un duetto, in cui Dmitry Lisenko suona il basso e Māra lo accompagna alla voce. Il gruppo si evolve in uno stile alternativo e affronta temi come lotte sociali e politiche. Nel 2012, hanno pubblicato il loro primo EP.
Nel 2015, si è unita a un gruppo death metal lettone chiamato Ocularis Infernum. Il gruppo ha pubblicato un album nel 2017 e non è più attivo sui social media dalla fine del 2018.
Nel 2018, Māra inizia il suo attuale gruppo, chiamato anche MĀRA. È un gruppo di death, trash e groove metal composto da 4 musicisti. Il gruppo ha rapidamente pubblicato il suo primo EP, Therapy For An Empath, il 22 novembre 2018. È stato ben accolto dalla critica e ha persino vinto il premio per il miglior album metal dell'anno 2018 ai Latvian Metal Music Awards. Māra Lisenko viene anche nominata come miglior cantante lo stesso anno. Il gruppo esegue alcuni concerti in diversi paesi europei come Francia, Germania o Inghilterra. Il gruppo svela finalmente il suo secondo EP, Self. Destruct. Survive. Thrive! due anni dopo conteneva il cantante dei Soilwork, Bjorn Strid e Jeff Hughell dei Six Feet Under. La data di uscita è il 13 maggio 2020.
Māra ha recentemente lanciato, il 2 aprile 2020, il proprio Patreon per condividere contenuti esclusivi. Possiede anche un canale YouTube in cui produce cover.

## Vita privata
Māra è sposata con Dmitry Lisenko da più di 6 anni. Attualmente vive in Spagna dopo aver lasciato la Germania.
Max Cavalera, Sevendust e Korn ha ispirato il suo stile di capelli, detti dreadlocks.
Māra è vegana ma non vuole evidenziarlo sui social network.

## Formazione di MĀRA
- Māra Lisenko - Voce
- Denis Melnik - Chitarra
- Dmitry Lisenko - Basso
- Alberts Mednis - Batteria

## Discografia

### Con Karmafree
- Illusions (EP) - 2012

### Con Ocularis Infernum
- Expired Utopia - 2017

### Con MĀRA
- Therapy For An Empath (EP) - 2018
- Self Destruct. Survive. Thrive! (EP) - 2020